# Деви-упанишада
Деви-упанишада (devyupaniṣad — Упанишада богини) — одна из 108-ми упанишад канона «Муктика». Принадлежит к упанишадам Атхарва-веды и к группе шактийских упанишад. Трудно что-либо сказать о её возрасте — хотя исследователи шактийской и тантрической традиции и литературы и ссылаются на неё, но никто не поднимает вопрос о времени её написания. Однако если судить по самому тексту, то можно говорить об сравнительно позднем времени написания текста. При этом автор (или авторы) прекрасно были знакомы с пантеоном ведийских богов — об этом говорит упоминание в тексте таких богов, как Тваштар, Пушан, Бхага. С другой стороны, стих 3а указывает едва ли не напрямую на ритуал Панчамакары — «mūrdhanmama yonirapsvantaḥ samudre» — «Познавший Мою йони во внутреннем море достигает единения со Мною» — что подразумевает уже поздний тантрический шактизм с глубоко разработанной философией и практикой.
Эта упанишада является важным религиозным и философским текстом в шактийской традиции и в традиции тантрического шиваизма. По своему составу условно делится на несколько связанных между собою частей:
- Часть I (стихи 1-3b). В этой части боги вопрошают Деви о том, кто она и Деви отвечает на их вопрос, описывая себя, как Брахман, Первопричину, Начало всего; как порождающую силу Вселенной и как поддерживающую силу; как пурушу и пракрити. Часть второго стиха построена на противопоставлении понятий: «Я — Знание (veda) и Я — незнание (aveda). Я — Знание (vidyā) и Я — невежество (avidyā). Я — нерождённая и Я — рождённая.»
- Часть II (стихи 3с-8). Восхваление Богини богами. Здесь имеется частичный перефраз первой части — боги восхваляют Деви, именуя её первопричиной, подательницей благ, защитницей. В этой части впервые появляется Лакшми-гаятри.
- Часть III (стихи 9-20). Важный философский фрагмент — в нём развиваются и выкристализовываются философско-религиозные идеи первой части.
- Часть IV (стихи 20-22). Завершающая часть. По своему содержанию крайне близка поздним Пхала-стути — в ней содержатся наставления по изучению этой упанишады и результаты изучения.

Крайне сложно оценить значение Деви-упанишады для философии тантрического шактизма — в её состав входят две очень важные в шактизме мантры — Лакшми-гаятри и Девятислоговая маха-мантра Чанди. Несколько стихов этой упанишады используются как рецитационный элемент во время шактийской пуджи — стихи 3с-8, часть стиха 10, стихи 15-16, стих 19.
В 2008 году Деви-упанишада была переведена на русский язык с санскрита С. Фёдоровым и издана в сборнике «Упанишады веданты, шиваизма и шактизма» московским издательством «СтарКлайт». В интернете так же можно найти сделанный неизвестным очень низкокачественный перевод этой упанишады с английского.